# Gallium(III)fosfide
Gallium(III)fosfide, vaak ook als galliumfosfide benoemd, is een binaire verbinding van de elementen gallium (een hoofdgroepmetaal) en fosfor, met de formule {\displaystyle {\ce {GaP}}}. De stof wordt vooral gebruikt als halfgeleider met een indirecte bandgap van 2,24 eV bij kamertemperatuur. Onzuiver polykristallijn materiaal oogt bleek oranje of grijs. Ongedoteerde wafers zijn oranje, maar sterk gedoteerde wafers zijn donkerder ten gevolge van absorptie door vrije elektronen of positieve "gaten". De stof is geurloos en onoplosbaar in water.
GaP heeft een microhardheid van 9450 N/mm2, een Debye-temperatuur van 173 °C en een lineaire uitzettingscoëfficiënt van 5,3*10-6 K−1 bij kamertemperatuur. Het wordt met zwavel, silicium of tellurium gedoteerd in de productie van n-type halfgeleiders. Zink wordt gebruikt om het p-type te verkrijgen.
Galliumfosfide wordt toegepast in optische systemen. De statische diëlektrische constante is 11,1 bij kamertemperatuur. De brekingsindex varieert tussen ~3,2 en 5,0 in het zichtbare spectrum, wat een grotere spreiding is dan de meeste halfgeleiders vertonen. In het transparante gebied is de brekingsindex groter dan voor bijna elk ander transparant materiaal, inclusief edelstenen als diamant of stoffen die voor speciale lenzen gebruikt worden zoals zinksulfide.

## LED's: Light-emitting diodes
Galliumfosfide is sinds de jaren 60 van de 20e eeuw toegepast in goedkope rode, oranje en groene LED's met een lage tot middelmatige helderheid. Het wordt of alleen gebruikt of in combinatie met galliumarsenidefosfide ({\displaystyle {\ce {GaAs_{x}P_{1-x}}}}).
Pure GaP LEDs zenden groen licht uit met een golflengte van 555 nm. Stikstof-gedoteerd GaP geeft geelgroen licht (565 nm), met zinkoxide gedoteerd GaP geeft rood licht(700 nm).
Galliumfosfide is transparant voor geel en rood licht, zodat GaAsP-op-GaP LEDs efficiënter zijn dan GaAsP-op-GaAs LEDs.

## Maken van GaP-wafers
Galliumfosfide wordt gemaakt in een smelt bij een temperatuur van 1500 °C. Een daarbij optredend probleem is dat galliumfosfide al bij ~900 °C dissocieert, waarbij fosfor als gas ontwijkt. Tijdens het maken van wafers voor de elektronica-industrie wordt het ontsnappen van fosfor voorkomen door een deken van gesmolten boortrioxide, {\displaystyle {\ce {B2O3}}}, in een atmosfeer van inert gas bij 10-100 atmosfeer. Het proces wordt aangeduid als "liquid encapsulated Czochralski"-groei (LEC) een uitwerking van het Czochralski-proces dat voor silicium-wafers gebruikt wordt.